# Elisabet Peterzén
Elisabet Peterzén, född 15 april 1938 i Stockholm, är en svensk författare. Hon debuterade 1964 med Marmor och ebenholts, en roman om kärlek med kulturkrockar. Den konstgjorda mannen är en debattbok om kvinnofrigörelsen. År 1974 ger hon ut En mans liv under pseudonymen Mustafa Saïd. Den vinner första pris i Forums tävling om bästa U-landsroman. År 1985 vinner hon Bra Böckers romanpristävling med den historiska romanen Mamsell Caroline. Per A. Sjögren har sagt till Elisabets far, lektor Ingvar Peterzén, att hon var "ett av 70-talets stora namn".

## Priser och stipendier
- Litteraturfrämjandets stipendium 1969